# Pyrophyllit
Das Mineral Pyrophyllit ist ein häufig vorkommendes Schichtsilikat mit der chemischen Zusammensetzung Al2[(OH)2|Si4O10]. Es kristallisiert polytyp im triklinen Kristallsystem als Pyrophyllit-1A und monoklinen Kristallsystem als Pyrophyllit-2M1 und entwickelt meist radialstrahlige Büschel aus nadeligen Kristallen bis etwa 8 cm Größe oder blättrige, körnige bis massige Mineral-Aggregate von weißer, grauer, grünlicher oder gelber Farbe bei weißer Strichfarbe.
Die meist durchscheinenden bis undurchsichtigen Kristalle zeigen einen fettigen bis perligen Glanz, massige Aggregate dagegen sind matt. Pyrophyllit besitzt nur eine geringe Mohshärte von etwa 1 bis 2, lässt sich also ähnlich wie Talk schon mit dem Fingernagel ritzen.

## Etymologie und Geschichte
Erstmals entdeckt wurde Pyrophyllit in der Gold-Lagerstätte von Berezovskoye, in der Oblast Swerdlowsk (Ural) in Russland und beschrieben 1829 durch R. Hermann, der das Mineral aufgrund seines charakteristischen Verhaltens vor dem Lötrohr nach den griechischen Worten πυρο- pyro für Feuer und φύλλον phyllon für Blatt benannte.

## Klassifikation
In der mittlerweile veralteten, aber noch gebräuchlichen 8. Auflage der Mineralsystematik nach Strunz gehörte der Pyrophyllit zur allgemeinen Abteilung der „Schichtsilikate (Phyllosilikate)“, wo er zusammen mit Ferripyrophyllit, Kegelit, Macaulayit, Minnesotait, Talk und Willemseit eine eigenständige Gruppe bildete.
Die seit 2001 gültige und von der IMA verwendete 9. Auflage der Strunz’schen Mineralsystematik ordnet den Pyrophyllit ebenfalls in die Abteilung der „Schichtsilikate“ ein. Diese Abteilung ist allerdings inzwischen präziser unterteilt nach der Struktur der Schichten, so dass das Mineral entsprechend seinem Aufbau in der Unterabteilung der „Schichtsilikate (Phyllosilikate) mit Glimmertafeln, zusammengesetzt aus tetraedrischen und oktaedrischen Netzen“ zu finden ist, wo es nur noch zusammen mit Ferripyrophyllit die unbenannte Gruppe 9.EC.10 bildet.
Auch die Systematik der Minerale nach Dana ordnet den Pyrophyllit in die Klasse der „Silikate und Germanate“ und dort in die Abteilung der „Schichtsilikatminerale“ ein. Hier ist er zusammen mit Brinrobertsit, Ferripyrophyllit, Minnesotait, Talk, und Willemseit Mitglied der „Pyrophyllit-Talk-Gruppe“ mit der System-Nr. 71.02.01 innerhalb der Unterabteilung „Schichtsilikate: Schichten von sechsgliedrigen Ringen mit 2:1-Lagen“.

## Kristallstruktur
Pyrophyllit kristallisiert polytyp, das heißt, es bildet Kombinationen schichtartiger Struktureinheiten mit trikliner und monokliner Symmetrie, die als Pyrophyllit-1A und Pyrophyllit-2M1 bezeichnet werden.
Pyrophyllit-1A kristallisiert triklin in der Raumgruppe C1 (Raumgruppen-Nr. 1, Stellung 2) oder C1 (Nr. 2, Stellung 3) mit den Gitterparametern a = 5,16 Å; b = 8,97 Å; c = 9,35 Å; α = 91,2°; β = 100,5° und γ = 89,6° sowie 2 Formeleinheiten pro Elementarzelle.
Pyrophyllit-2M1 kristallisiert monoklin in der C2/c (Nr. 15) mit den Gitterparametern a = 5,14 Å; b = 8,91 Å; c = 18,60 Å und β = 100,0° sowie 4 Formeleinheiten pro Elementarzelle.

## Eigenschaften
Pyrophyllit ist in Schwefelsäure nur schwer löslich, beim Glühen sondert es Wasser ab. Vor dem Lötrohr blättert er sich fächer- oder wurmförmig auf, ohne allerdings zu schmelzen. Diese Eigenschaft führte auch zu seiner entsprechenden Benennung.

## Modifikationen und Varietäten
Agalmatolith ist eine grüne Varietät des Pyrophyllit und wird wegen seiner der Jade ähnlichen Farbe oft mit ihr verwechselt oder fälschlicherweise als solche bezeichnet.

## Bildung und Fundorte

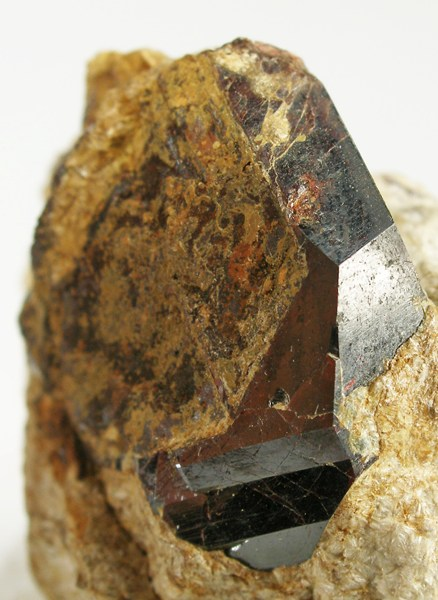
Rutil mit Überkrustungen aus Pyrophyllit aus der Champion Mine, White Mountain, Kalifornien

Pyrophyllit bildet sich in hydrothermal in Gängen und Hohlräumen von Vulkaniten und als Ablagerung in schieferartigen, metamorphen Gesteinen. Begleitminerale sind unter anderem Kyanit, Andalusit, Topas, verschiedene Glimmer und Quarz.
Weltweit konnte Pyrophyllit bisher (Stand: 2010) an rund 500 Fundorten nachgewiesen werden, so unter anderem in Argentinien, Australien, Belgien, Bolivien, Brasilien, Bulgarien, Chile, China, Deutschland, Dominikanische Republik, Ecuador, Eswatini, Fidschi, Finnland, Frankreich, Griechenland, Indonesien, Israel, Italien, Japan, Kanada, Kolumbien, Madagaskar, Marokko, Mazedonien, Mexiko, Mongolei, Myanmar, Namibia, Norwegen, Österreich, Panama, Papua-Neuguinea, Peru, Philippinen, Portugal, Rumänien, Russland, Schweden, Schweiz, Serbien, Slowakei, Spanien, Südafrika, Südkorea, Taiwan, Türkei, Ungarn, Usbekistan, im Vereinigten Königreich, in den Vereinigten Staaten von Amerika (USA) und in Vietnam.

## Verwendung
Die kunsthandwerkliche Verwendung dieses Materials hat eine recht lange Tradition. So wurden beispielsweise schon im 11. Jahrhundert in Kiew Kreuze und Medaillons mit Heiligenbildnissen aus Pyrophyllit hergestellt.
Heute findet das Mineral als Feuerfestmaterial, Isoliermaterial, sowie als Füllstoff in der Papier- und Kunststoffindustrie Verwendung.
In China wird Pyrophyllit aus der Provinz Zhejiang huāyàoshí 花药石 und huārǔshí 花乳石 genannt und ist ein beliebtes Material zum Schnitzen von traditionellen Siegeln.